# ساوث بارك: ذا فراكشرد بات هول
ساوث بارك: ذا فراكشرد بت وايل (بالإنجليزية: South Park: The Fractured but Whole)‏ هي لعبة كومبيوتر التي أنتجها ستوديو يوبي سوفت سان فرانسيسكو الأمريكية، تم إصدار اللعبة يوم 17 أكتوبر 2017، وتعمل لأنظمة ألعاب الكومبيوتر إكس بوكس ون، وبلاي ستيشن 4، ومايكروسوفت ويندوز.

## المواقع الخارجية
- ساوث بارك: ذا فراكشرد بات هول على موقع IMDb (الإنجليزية)

- الموقع الرسمي